# Te Waihou Walkway

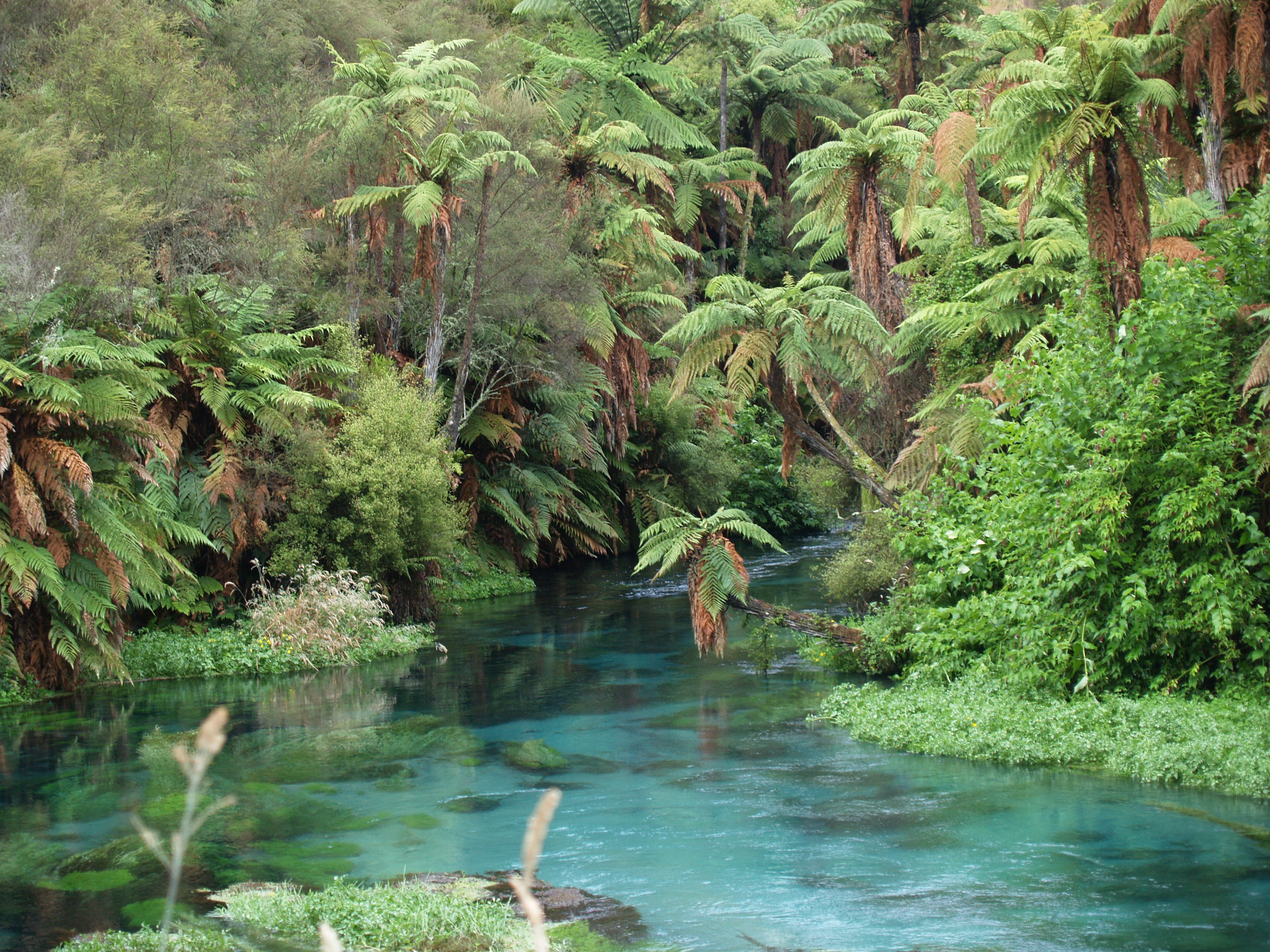
De Waihou River

De Te Waihou Walkway is een korte wandeling op het Noordereiland in Nieuw-Zeeland. 
Tijdens de wandeling laat de natuur van Nieuw-Zeeland zich goed zien. Langs het hele wandelpad loopt een glasheldere rivier, de Waihou. Ook zijn er enkele kleine watervallen te bewonderen en groeien er enkele zeldzame planten in het woud waardoor wordt gelopen. 
De lengte van de wandeling bedraagt 4,7 kilometer en heeft een gemiddelde duur van 1,5 uur. Het terrein varieert van eenvoudige stukken tot iets steilere stukken. Tijdens de wandeling kunnen zich er potentiële gevaren voordoen in de vorm van watervallen en elektrische hekken.